# Just Walk Away
Just Walk Away è una canzone della cantante canadese Céline Dion, registrata per il suo terzo album in lingua inglese, The Colour of My Love (1993), rilasciato in Spagna nel 1995 come singolo radiofonico in Spagna. La musica è stata composta da Marti Sharron mentre i testi sono stati scritti da Albert Hammond. La produzione è stata curata da Steve Lindsey, produttore di Elton John, Leonard Cohen, Marvin Gaye e Peter Gabriel, e dal produttore aggiuntivo Humberto Gatica.

## Sfondo e rilascio
Per il singolo non fu realizzato alcun videoclip musicale. La canzone è stata utilizzata come tema per la serie televisiva giapponese del 1999 Kōri no Sekai (氷 の 世界) (Ice World).
Just Walk Away è una traccia non presente nell'edizione statunitense dell'album The Color of My Love. La canzone non è mai stata pubblicata in alcun modo e occasione negli Stati Uniti.

## Formati e tracce
CD Singolo Promo (Spagna) (CBS/Sony: SAMPCD 2984 1)
1. Just Walk Away – 4:48 (testo: Albert Hammond – musica: Marti Sharron)

## Crediti e personale
Registrazione
- Registrato ai A&M Studios, Hollywood e ai Ocean Way Recording, Hollywood.

Personale
- Arrangiato da - David Campbell
- Basso - Neil Stubenhaus
- Batteria - John Robinson
- Chitarra acustica - Dean Parks
- Chitarra elettrica - Michael Thompson, Tim Pierce
- Mixato da - Humberto Gatica
- Mixato (assistente) - Alex Reed, Jim Champagne, Mark Guilbeault, Randy Wine
- Musica di - Marti Sharron
- Percussioni - Paulinho Da Costa
- Produttore - Steve Lindsey
- Produttore aggiuntivo - Humberto Gatica
- Programmazione tastiere - Eric Persing
- Tastiera digitale (Dx7) - Robbie Buchanan
- Tastiere - Claude Parks
- Testi di - Albert Hammond

## Cover di altri interpreti
Nonostante il singolo non ebbe successo commerciale, al contrario divenne un brano d'ispirazione per molti artisti di diverse provenienze e culture. La canzone fu registrata in varie versioni e adattamenti linguistici. Il primo a pubblicare una cover di Just Walk Away fu la cantante cilena Myriam Hernandez, che nel 1994 rilasciò una versione spagnola intitolata Y Vete Ya, prodotta dallo stesso Humberto Gatica. Nel 1996 fu rilasciata anche una versione cantonese del brano dalla cantante di Hong Kong, Cass Phang (彭羚), intitolata 別 想念 我 (Non mi manchi). Nel 1997 fu pubblicata un'altra versione cantonese di Just Walk Away da un altro artista  hongkonghese, l'attore e cantante Aaron Kwok, il quale registrò una cover del brano intitolandola 在 懷念 妳 (還需 勇氣) (Mi manchi (hai ancora bisogno di coraggio)). Il cantante pop olandese André Hazes registrò una versione olandese, Als Je Gaat, pubblicata nel 1997. Nel 2001 il baritono statunitense Josh Groban registrò un'altra versione spagnola di Just Walk Away chiamata Aléjate e prodotta anch'essa da Gatica e in aggiunta da David Foster; il brano fu incluso nel suo album omonimo. Nel 2006, Helena Paparizou registrò una versione dal vivo di questa canzone per il suo CD Iparhi Logos e per il DVD Mad Secret Concerts - Elena Paparizou. Just Walk Away fu adattata anche in russo e cantata dal cantante pop Sergei Penkin. Del brano esiste anche una cover in francese intitolata Pars maintenant, registrata dalla cantante canadese Katee Julien. Il duo crossover classico Pharos realizzò una cover di Aléjate di Josh Groban, per l'album di debutto Only Love pubblicato nel 2007. Un'altra cantante di Hong Kong, Elisa Chan (陳潔 靈), registrò una terza versione cantonese del brano intitolata 哭 可以 麼 (Puoi piangere?) e pubblicata nel 2007.